# Kraftwerk Tekapo A
Das Kraftwerk Tekapo A (englisch Tekapo A Power Station) ist ein Wasserkraftwerk im Mackenzie District der Region Canterbury auf der Südinsel Neuseelands. Das Kraftwerk Tekapo B befindet sich ca. 25 km südwestlich von Tekapo A.
Mit den Bauarbeiten wurde 1938 begonnen. Ursprünglich sollte das Kraftwerk 1943 fertiggestellt werden, jedoch wurde die Arbeit zwischen 1942 und 1944 aufgrund des Zweiten Weltkriegs unterbrochen. Das Kraftwerk ging dann 1951 in Betrieb. Es ist im Besitz der Genesis Energy Limited (GE) und wird auch von GE betrieben.

## Lake Tekapo und Tekapo River
Das Kraftwerk Tekapo A nutzt das Wasser des Lake Tekapo zur Stromerzeugung. Vom Lake Tekapo führt ein Tunnel (Länge 1,4 km, Durchmesser 6 m) in südwestliche Richtung und endet in einem Wasserschloss, von dem eine Druckrohrleitung zum Maschinenhaus führt. Die Fallhöhe beträgt dabei 30,5 m. Nachdem das Wasser das Kraftwerk passiert hat, fließt es über den Tekapo Canal (Länge 25,5 km, Kapazität 130 m³/s) weiter zum Kraftwerk Tekapo B.
Die Stauziele des Sees sind je nach Jahreszeit unterschiedlich: das minimale Stauziel liegt bei 701,8 m, das maximale bei 710,9 m über dem Meeresspiegel. Ungefähr 200 m vom Seeufer entfernt befindet sich ein Wehr (engl. Lake Tekapo Control Structure bzw. Gate 16) am Tekapo River, das den Abfluss aus dem See begrenzt. Es können maximal 850 m³/s abgeführt werden. Über das Wehr verläuft der SH 8. Rund zwei Kilometer unterhalb des Gate 16 befindet sich ein weiteres Wehr (engl. Gate 17), das den Tekapo River zu einem kleinen See (engl. Lake George Scott) aufstaut. Über das Gate 17 kann Wasser in den Tekapo Canal oder in den ansonsten ausgetrockneten Tekapo River weitergeleitet werden.

## Kraftwerk
Das Kraftwerk Tekapo A verfügt über eine Kaplan-Turbine mit einer Leistung von 25 MW. Die durchschnittliche Jahreserzeugung liegt bei 160 Mio. kWh.

## Eigentümer
Am 1. Juni 2011 erwarb GE die Kraftwerke Tekapo A und B von der Meridian Energy Limited für fast 821 Mio. NZD. Dem war ein Beschluss der Regierung vom 15. Dezember 2009 zur Übertragung der Kraftwerke vorangegangen, um den Wettbewerb auf dem Strommarkt zu erhöhen.